# 僕の後ろに魔女がいる
『僕の後ろに魔女がいる』（ぼくのうしろにまじょがいる）は、山田ヒツジによる日本の漫画作品。『月刊少年シリウス』（講談社）にて2008年10月号から2012年6月号まで連載されたところで休載し、2018年8月3日より『Palcy』で再開。単行本は2012年4月現在、同社のシリウスKCより4巻が刊行されている。小学校を舞台に、不幸を呼ぶ体質である少年南里くんと、自称黒魔術師の少女ミヤが活躍する学園コメディ。

## 登場キャラクター
南里くん / 南里龍介（なんり りゅうすけ）
羽丘小学校4年1組の男子（第80話で5年3組に進級）。クラス転入の際にミヤの前の席に決まって以来、ミヤに気に入られ、呪いの腕輪をつけられたり、彼女の生け贄（実験体）にされたりしている。不幸を呼び寄せる不幸体質で、「この世ならざる者」まで呼び寄せることがある。父親は事業に失敗してから夜逃げに近い引越しを繰り返している。会う時はいつも夜逃げの最中で、顔をよく見ることも出来ないため、南里は父親の顔をよく覚えていない。両親は離婚しており、南里は母親と一緒に祖母の家で生活をしている。
ミヤ / 藤森美弥（ふじもり みや）
南里の後ろの席の女子児童。ゴスロリ風の服を好み、屋外では日傘を欠かさない。常に呪術、毒薬等の黒魔術的な研究や実験をしている。彼女の行動を注意した教師は何らかの不幸な目に遭うためか、教師達からあらゆる面での行動を黙許されている。歌声でネズミを呼び寄せたり、カラスの大群を身に纏わせたりすることができる。家は神社だが、個人的に呪術道具販売等の裏商売もしており、得意客もかなり多い様子。病気による高熱やアルコールの摂取で精神が正常でないときは目にハイライトが入り、南里に恋する積極的な女の子に変貌する。勉強は不得意で、テストの成績はかなり悪い。5年生に進級した後も、南里と同じクラスで彼の後ろの席。
ジュダ
ミヤの飼い猫（ミヤ曰く「使い魔」）。性格は凶暴でミヤの言うことしか聞かない。
千田くん / 千田瑛人（せんだ えいと）
4年1組の男子児童で南里くんと仲の良い友人。ミヤのことが好きで南里をライバル視している。
塩谷さん / 塩谷素子（えんや もとこ）
4年1組の女子児童。学級委員長を務める。担任の男性教諭や身近な男子で妄想を楽しむ正統派の腐女子。ネット通販でその手の本を大量に購入している。5年生に進級した後は、南里たちと同じ5年3組。また、ミヤを上手く利用して児童会長に就任、学校の図書室に大量のBL本を入荷するべく暗躍する。
一ノ瀬さん / 一ノ瀬歩（いちのせ あゆむ）
3年生の女子児童。塩谷に恋慕の情を抱いている。外見は男の子っぽい服装や髪型をしているが言動は乙女。ミヤの弟子。
庄司先生 / 庄司春臣（しょうじ はるおみ）
4年1組の担任教諭。男性。28歳。ミヤの言動を見て見ぬふりをする「事なかれ主義のでもしか先生」。子供が大嫌い。南里たちの進級時、5年2組の担当と5年3組の副担任を兼任することになる。
畑中先生 / 畑中（はたなか）
4年2組の担任教諭。女性。眼鏡着用。
南里の母親
南里と一緒に祖母の家に住んでいて、普段は働きに出かけている。ミヤのことを「南里の彼女」と思い、将来結婚すると勘違いし「お義母さん」と呼ばせるなど大層気に入っている。
南里の祖母
南里母子と一緒に住んでいて、多少過保護気味。
ミヤの祖父
ミヤの実家である神社の神主。ミヤにとって頭の上がらない人物。南里のことはミヤの数少ない友達として大層気に入っている。
吉塚先生 / 吉崎（よしづか）
教育実習生。女性。子供達とのふれあいを夢見ていたが、4年1組の生徒達のエキセントリックさに戸惑う。隠れ腐女子だが、本人は足を洗ったと言っている。南里たちが5年生に進級した年に正式な教員として就任し、南里たちのクラスの担任となる。
栗原 梓（くりはら あずさ）
児童会長。初登場時は6年生。小柄な体格なため南里たちより年下に見える、グレーの瞳のお人形のような女の子。本人に自覚は無いが、周囲の人間に厄災を振りまく「疫病神体質」。そのため、先天性の不幸体質の南里にとって相性は最悪。非常にドジなのだが、周囲の人間が全てフォローしてくれる。栗原コーポレーションという会社の社長令嬢で、実家は大金持ち。
宇井野 繭（ういの まゆ）
南里たちが5年生に進級した際に同じクラスになったクラスメイト。キッズモデルをしており、雑誌にも出ている。
日向 葵（ひなた あおい）
理科部部長。南里たちより一学年上の、眼鏡をかけた女の子。

## 書誌情報
- 山田ヒツジ 『僕の後ろに魔女がいる』 講談社〈シリウスKC〉、既刊4巻（2012年4月9日現在）
  1. 2010年1月22日発行（同日発売[1]）、ISBN 978-4-06-376206-8
  2. 2010年11月9日発行（同日発売[2]）、ISBN 978-4-06-376243-3
  3. 2011年8月9日発行（同日発売[3]）、ISBN 978-4-06-376281-5
  4. 2012年4月9日発行（同日発売[4]）、ISBN 978-4-06-376321-8